# مرد اژدهایی
مرد اژدهایی (هومو لانگی) (به لاتین: Homo longi) یک گونه قلمداد شده از انسان خردمند باستانی است که از جمجمه تقریباً کاملی از هاربین، هیلونگ‌جیانگ، شمال شرقی چین شناسایی شده‌است و قدمت آن حداقل در ۱۴۶۰۰۰ سال پیش در دوران پلیستوسن میانی بوده‌است. این جمجمه در سال ۱۹۳۳ کشف شد، اما به دلیل جو سیاسی آشفته، تا سال ۲۰۱۸ به‌طور علمی بررسی و تا سال ۲۰۲۱ نامگذاری نشد. توصیف کنندگان، انسانهای نوین را بیشتر مربوط به مرد اژدهایی می‌دانند تا نئاندرتال‌های اروپایی.
مرد اژدهایی از نظر کالبدشناختی به‌طور گسترده‌ای شبیه به سایر نمونه‌های چینی پلیستوسن میانی است و به‌طور بالقوه نمایانگر انسان‌تبار دنیسوواهای مبهم است، هرچند این تأیید نشده‌است.
Homo longi از نظر کالبدشناختی شباهت زیادی با سایر گونه‌های چینی متعلق به دوره پلاستوسن میانی دارد. مانند دیگر انسان‌های باستانی، جمجمه‌ای بلند و پَست، دارای توروس ابروئی بسیار برجسته، شکاف چشم‌های پهن (کاسه‌های چشمی)، و دهانی بزرگ دارد. این جمجمه طولانی‌ترین جمجمه‌ای است که تاکنون در هر گونه انسانی یافت شده‌است. صورت مانند انسان‌های مدرن نسبتاً صاف است، ولی بینی بزرگ‌تری دارد. حجم مغز در حدود ۱٬۴۲۰ سی‌سی بوده که در محدوده انسان مدرن و نئاندرتال‌ها قرار می‌گیرد. 

## طبقه‌بندی

### نام‌واژه‌شناسی
نام گونهٔ Homo longi از ترکیب Long Jiang («رود اژدها»، نام چینی رود Heilongjiang) الهام گرفته که منطقهٔ اکتشافات نوع نمونه را در خود جای داده‌است. 

### کشف
طبق روایت مردی که قبل از تحویل جمجمه به دانشمندان آن را نگه داشته بود، در سال ۱۹۳۳ یک کارگر محلی در ساحل رود Songhua River هنگام ساخت پل Dongjiang، جمجمه‌ای تقریباً کامل یافت که آن را در چاهی متروکه پنهان کرد.  پس از پایان اشغال منطقه توسط ژاپن در ۱۹۴۵، خانواده پنهان‌کاری کردند تا وابستگی به نظام اشغالگر برملا نشود. این جمجمه تا پیش از سال ۲۰۱۸ ناشناخته باقی ماند و سپس توسط نوهٔ کشف‌کننده به دانشگاه علوم زمین هبی اهدا شد (شماره کاتالوگ HBSM2018-000018(A)). 
با این حال، در سال ۲۰۲۵ مقاله‌ای منتشر شد که در آن مشخص شد Ji Qiang شک دارد روایت اولیه معتبر باشد؛ او احتمال می‌دهد که کشف اصلی توسط نوه انجام شده باشد نه پدربزرگ، و پدیده گزارش نشدن به مقامات ناشی از پنهان‌کاری فردی بوده‌است. 

### سنِ گونه
به‌دلیل روایت پرابهام دربارهٔ منشأ جمجمه، تحلیل دقیق بستر زمین‌شناسی و سن دقیق آن دشوار بود. در سال ۲۰۲۱، Shao و همکاران از روش‌های پرتوافشانی ایکس، عناصر نادر خاکی و ایزوتوپ‌های استرانتیوم استفاده کردند. آن‌ها نتیجه گرفتند که فسیل حدود ۳۰۹ تا ۱۳۸ هزار سال پیش در تشکیل Huangshan Deposits رسوب کرده‌است.  تاریخ مستقیم اورانیوم-توریم بر نقاط مختلف جمجمه گستره‌ای از ۲۹۶ تا ۶۲ هزار سال پیش را نشان داد که بیشترین ارزش احتمال را در حد ۱۴۶٬۰۰۰ سال پیش دارد. بنابراین جمجمه به دورهٔ پایانی پلاستوسن میانی تعلق دارد، هم‌زمان با نمونه‌هایی مانند Xiahe، Jinniushan، Dali و Hualong Cave. 

### طبقه‌بندی تکاملی
در دو مقالهٔ همزمان، Ji و همکاران جمجمهٔ هاربین را گونه‌ای جدید با نام H. longi معرفی کردند. آن‌ها شباهت‌های آن را با جمجمهٔ Dali بررسی کرده و پیشنهاد دادند اگر تمام انسان‌های آسیای میانی متعلق به گونه‌ای واحد باشند، نام H. daliensis ممکن است اولویت داشته باشد، اما آن‌ها توصیه کردند که H. longi تفاوت کافی دارد تا مستقل محسوب شود. 
در سال ۲۰۲۵، Fu و همکاران اعلام کردند که داده‌های mtDNA استخراج‌شده از محاسبات دندانی و مجموعهٔ پروتئینی جمجمه همگی گروه‌ها را در کلون‌های شناخته‌شدهٔ Denisovans جای می‌دهند. آن‌ها ۹۵ پروتئین اندرژنی و mtDNA سازگار با Denisovan را تأیید کردند. برخی ژن‌های خاص تنها در Denisovanها دیده شده‌اند و نمی‌توانند از آلودگی انسانی مدرن ناشی شده باشند. 
گرچه Ni، یکی از توصیف‌کنندگان اولیه H. longi، ادعا کرد نمونهٔ mtDNA ممکن است شامل آلودگی‌های مدرن باشد، گروه Fu ابراز کردند بخش عمده‌ای از داده‌ها تأییدشده برای Denisovan بودن است. برخی دانشمندان مانند Chris Stringer نیز اذعان دارند اگر نیاز به نام‌گذاری گونه باشد، Homo longi مناسب Denisovanها است. 

## کالبدشناسی
جمجمهٔ Homo longi ویژگی‌های بارزی مانند جمجمه‌ای بلند و پهن، پیشانی عقب‌رفته، بخش فوقانی چهره بسیار پهن، شکاف بینی بزرگ (ظاهراً تطبیقی با تنفس هوای سرد)، کاسهٔ چشم بزرگ و مربع‌شکل، توروس‌های ابروئی ضخیم و برجسته، گونه‌های صاف (استخوان گونه)، کام پهن و حفره‌های دندانی بزرگ (چهارچوب دهان بزرگ) و پایهٔ جمجمه‌ای گسترده را دارد. 
ابعاد جمجمه هاربین ۲۲۱٫۳ × ۱۶۴٫۱ میلی‌متر در طول و پهنا است، با طول نَسو-اکسیپیتال ۲۱۲٫۹ میلی‌متر—که آن را طولانی‌ترین جمجمهٔ انسانی ثبت‌شده می‌کند. برای مقایسه، میانگین جمجمهٔ مردان مدرن حدود ۱۷۶ × ۱۴۵ و زنان ۱۷۱ × ۱۴۰ میلی‌متر است. 
حجم مغز در حدود ۱٬۴۲۰ سی‌سی است که فقط با نئاندرتال‌ها و انسان‌های مدرن قابل مقایسه است. با این حال باریک‌شدگی پساچشمخانه‌ای (post‑orbital constriction) در H. longi بیشتر از نئاندرتال‌ها است، اگرچه کمتر از گونه‌های کهن‌تر همچون H. heidelbergensis. 
اگرچه صورت بسیار پهن است، ولی نسبتاً صاف است (prognathism میانی کم‌شده)، شبیه به ویژگی‌های انسان مدرن و نمونه‌هایی بسیار قدیمی‌تر مانند H. antecessor و دیگر جمجمه‌های چینی پلاستوسن میانی. بسیاری از ویژگی‌ها ترکیبی از صفات آرکأیک و پیشرفته را نشان می‌دهند که آن را در برخی جنبه‌ها مانند نمونه‌های اولیه آفریقا نظیر Jebel Irhoud و Eliye Springs مشابه می‌سازد. 
چانهٔ پایین جمجمه گزارش نشد، اما با توجه به ارتباط احتمالی با mandibule اخیر Xiahe، تصور می‌شود H. longi نیز مانند دیگر انسان‌های باستانی فاقد چانهٔ قوی باشد. 